# Dendroctonus ponderosae
Bọ thông núi cánh cứng hay còn gọi là bọ thông (Danh pháp khoa học: Dendroctonus ponderosae) là một loài bọ cánh cứng trong họ Curculionidae, chúng là loài dịch hại trên cây thông và là một trong những tác nhân gây ra nạn cháy rừng. Những con bọ ăn vỏ cây giết chết cây, sẽ có rất nhiều cây bị chết, gỗ cây khô sẽ tạo ra một trận hỏa hoạn thật lớn, và rồi trong một thời gian người ta sẽ không thấy cây mọc lại trên địa điểm
Nhiệt độ mùa Đông xuống còn âm 40 độ C (âm 40 độ F) từng giết chết các ấu trùng, nhưng nhiệt độ lạnh giá đó hiện giờ hiếm khi xảy ra. Và những mùa hè ấm áp hơn giúp cho vài loại bọ cánh cứng hoàn tất chu kỳ sinh sản của chúng trong một năm thay vì hai năm, gia tốc sự phát triển dân số của chúng.

## Gây hại
Loài bọ cánh cứng phá hoại cây thông này đã tàn phá một diện tích rừng khổng lồ. Từ Colorado tới tiểu bang Washington, các trận dịch bọ hàng năm đã giết chết 2,6 triệu héc ta rừng. Ở miền Bắc nước này, tình hình còn tồi tệ hơn khi những đám mây bọ cánh cứng đã phá hủy tới 14 triệu héc ta. Những con bọ cái đục thủng cây và đẻ trứng vào những đường hầm chúng đào trong thân. Ấu trùng nở ra lại tiếp tục đào bới trong thân, cắt đứt đường di chuyển của chất dinh dưỡng nuôi cây và giết chết cây. Ngoài ra, chúng còn đe dọa đến loài gấu xám Bắc Mỹ do chúng ăn những cây thông vỏ trắng là nguồn thức ăn chính yếu của loài gấu này trước khi vào mùa ngủ đông.
Từ Colorado tới tiểu bang Washington, một trận dịch bọ cây thông chưa từng thấy, kéo dài hàng năm, đã giết chết 2,6 triệu héc ta rừng. Loài bọ này đã gây tàn phá hơn cho miền Bắc, ở British Columbia, nơi những đám mây bọ cánh cứng đã phá hủy tới 14 triệu héc ta - gấp đôi diện tích của Cộng hòa Ireland. Người ta dự đoán nó sẽ giết 80% loài thông của tỉnh Canada trước khi nó chấm dứt. Xa hơn về phía Bắc, ở Yukon, loài bọ cánh cứng phá hoại cây thông chưa phải là căn bệnh địa phương. Tại đây, loài bọ ăn vỏ cây chi Vân sam đã ăn dần 400.000 héc ta đất rừng, và còn nhiều hơn ở Alaska láng giềng, trong một trận dịch chưa từng thấy về tầm mức và sự kéo dài của nó.
Thường thường những con cái đục thủng cây trước, tiếp theo là con đực, và rồi chúng giao phối và cả hai đều đào một đường hầm trứng chạy song song với thớ gỗ. Những con ấu trùng nở ra, ngay bên dưới vỏ cây phía ngoài, sau đó sẽ ăn thẳng góc với những đường hầm mà chúng đục chung quanh thân cây, cắt đứt những chất dinh dưỡng di chuyển qua các sợi libe và giết chết cây. Những lá kim của cây chuyển sang màu đỏ, sau đó thành màu xám, và cuối cùng gió làm đổ thân cây đã chết.